# Presijan
Presijan (bulgariska: Пресиян) är ett distrikt i Bulgarien.   Det ligger i kommunen Obsjtina Tărgovisjte och regionen Tărgovisjte, i den centrala delen av landet, 250 km öster om huvudstaden Sofia.